# Recordes e estatísticas de eleições em Portugal
Este artigo contém recordes e estatísticas de eleições de Portugal.
Os vários recordes e estatísticas estão organizados por tema, sendo eles eleições presidenciais e eleições legislativas.

## Eleições presidenciais

### Terceira República

#### Participação
- Maior participação: 84,39% em 1980[1];
- Menor participação: 46,44% em 2011[2];
- Mais votantes: 5 840 332 (84,39%) (primeira volta) em 1980; 5 882 820 (77,99%) (segunda volta) 1986[3];
- Menos votantes: 4 449 800 (49,71%) em 2001[4];
- Mais votos inválidos: 277 865 (6,19%) (primeira volta) em 2011; 54 280 (0,91%) (segunda volta) em 1986[3];

#### Vencedores

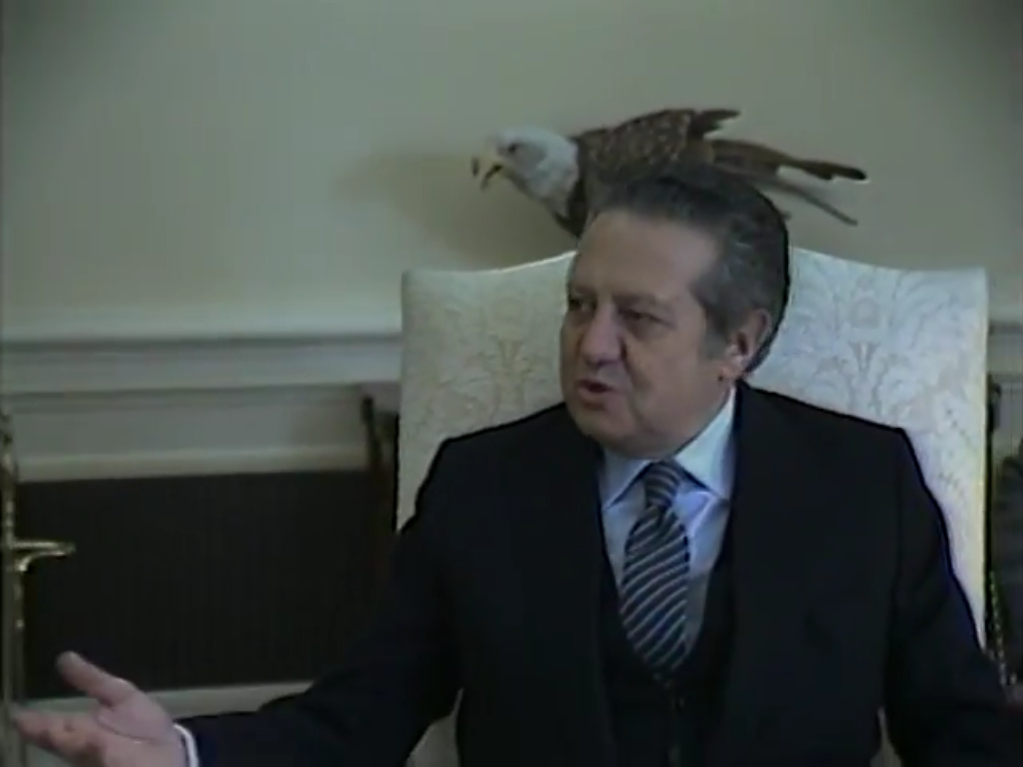
Mário Soares, o candidato com maior percentagem de votos em eleições presidenciais.

- Vitória com maior percentagem de votos: 70,35%, Mário Soares em 1991[5];
- Vitória com menos percentagem de votos: 50,54%, Aníbal Cavaco Silva em 2011[2];
- Vitória com mais votos: 3 459 521, Mário Soares em 1991[5];
- Vitória com menos votos: 2 231 603, Aníbal Cavaco Silva em 2011[2];
- Vitória com maior margem: 56,19%, 2 763 142 votos, Mário Soares em 1991, sobre Basílio Horta, na primeira volta[5];
- Vitória com menor margem: 2,36%, 138 692 votos, Mário Soares em 1986, sobre Diogo Freitas do Amaral, na segunda volta[3];
- Maior número de municípios ganhos pelo vencedor: 308 municípios, Marcelo Rebelo de Sousa em 2021[6];

#### Candidatos
- Mais candidatos: 10 em 2016[7];
- Menos candidatos: 2 em 1996[8];
- Candidato com mais votos: 3 459 521, Mário Soares em 1991[5];
- Candidato com maior percentagem de votos: 70,35%, Mário Soares em 1991[5];
- Candidato com menos votos: 10 609, Cândido Ferreira em 2016[9];
- Candidato com menor percentagem de votos: 0,22%, Aires Rodrigues em 1980[1];
- Mais candidatos sem apoios partidários: 6 em 2016[7];
- Candidato com mais apoios partidários: 4 a António Ramalho Eanes e a Otelo Saraiva de Carvalho em 1976[10];

#### Candidatos com a maior percentagem de votos
| #  | Candidato                  | Eleição          | Votos   | Percentagem    |
| -- | -------------------------- | ---------------- | ------- | -------------- |
| 1  | Mário Soares               | 1991             | 3459521 | 70,35 / 100,00 |
| 2  | António Ramalho Eanes      | 1976             | 2967137 | 61,59 / 100,00 |
| 3  | Marcelo Rebelo de Sousa    | 2021             | 2531692 | 60,66 / 100,00 |
| 4  | António Ramalho Eanes      | 1980             | 3262520 | 56,44 / 100,00 |
| 5  | Jorge Sampaio              | 2001             | 2411453 | 55,47 / 100,00 |
| 6  | Jorge Sampaio              | 1996             | 3035056 | 53,91 / 100,00 |
| 7  | Aníbal Cavaco Silva        | 2011             | 2231603 | 52,95 / 100,00 |
| 8  | Marcelo Rebelo de Sousa    | 2016             | 2413956 | 52,00 / 100,00 |
| 9  | Mário Soares               | 1986 (2.ª volta) | 3010756 | 51,18 / 100,00 |
| 10 | Aníbal Cavaco Silva        | 2006             | 2758737 | 50,64 / 100,00 |
| 11 | Diogo Freitas do Amaral    | 1986 (2.ª volta) | 2872064 | 48,82 / 100,00 |
| 12 | Diogo Freitas do Amaral    | 1986 (1.ª volta) | 2629597 | 46,31 / 100,00 |
| 13 | Aníbal Cavaco Silva        | 1996             | 2595131 | 46,09 / 100,00 |
| 14 | António Soares Carneiro    | 1980             | 2325481 | 40,23 / 100,00 |
| 15 | Joaquim Ferreira do Amaral | 2001             | 1493858 | 34,54 / 100,00 |
| 16 | Mário Soares               | 1986 (1.ª volta) | 1443683 | 25,43 / 100,00 |
| 17 | António Sampaio da Nóvoa   | 2016             | 1062138 | 22,88 / 100,00 |
| 18 | Francisco Salgado Zenha    | 1986 (1.ª volta) | 1185867 | 20,88 / 100,00 |
| 19 | Manuel Alegre              | 2006             | 1127472 | 20,70 / 100,00 |
| 20 | Manuel Alegre              | 2011             | 832637  | 19,76 / 100,00 |
| 21 | Otelo Saraiva de Carvalho  | 1976             | 792760  | 16,46 / 100,00 |
| 22 | José Pinheiro de Azevedo   | 1976             | 692147  | 14,37 / 100,00 |
| 23 | Mário Soares               | 2006             | 781513  | 14,35 / 100,00 |
| 24 | Basílio Horta              | 1991             | 696379  | 14,16 / 100,00 |
| 25 | Fernando Nobre             | 2011             | 594068  | 14,10 / 100,00 |
| 26 | Ana Gomes                  | 2021             | 540823  | 12,97 / 100,00 |
| 27 | Carlos Carvalhas           | 1991             | 635373  | 12,92 / 100,00 |
| 28 | André Ventura              | 2021             | 497746  | 11,93 / 100,00 |
| 29 | Marisa Matias              | 2016             | 469814  | 10,12 / 100,00 |
| 30 | Jerónimo de Sousa          | 2006             | 467360  | 8,58 / 100,00  |

## Eleições legislativas

### Terceira República

#### Participação
- Maior participação: 91,66% em 1975[11];
- Menor participação: 48,52% em 2019[12];
- Mais votantes: 6 476 952 (59,90%) em 2024[13];
- Menos votantes: 5 251 064 (48,52%) em 2019[12];
- Mais votos inválidos: 396 765 (6,95%) em 1975[11];

#### Vencedores

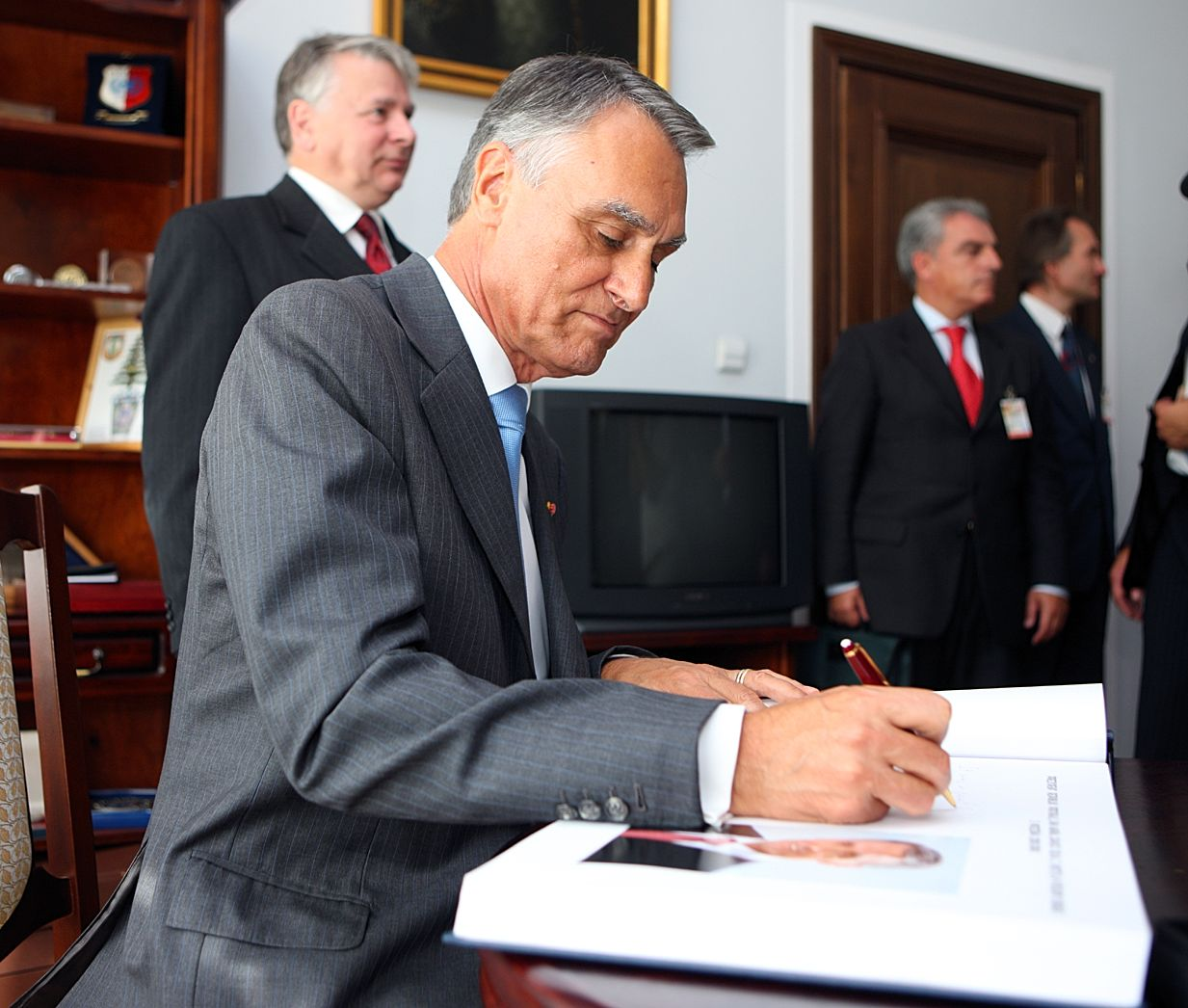
Aníbal Cavaco Silva, líder do PSD entre 1985 e 1995.

- Vitória com mais assentos parlamentares: 148, Aníbal Cavaco Silva (Partido Social Democrata) em 1987[14];
- Vitória com menos assentos parlamentares: 80, Luís Montenegro (Aliança Democrática) em 2024[13];
- Vitória com maior percentagem de votos: 50,60%, Aníbal Cavaco Silva (Partido Social Democrata) em 1991[15];
- Vitória com menos percentagem de votos: 28,83%, Luís Montenegro (Aliança Democrática) em 2024[13];
- Vitória com mais votos: 2 902 351, Aníbal Cavaco Silva (Partido Social Democrata) em 1991[15];
- Vitória com menos votos: 1 732 288, Aníbal Cavaco Silva (Partido Social Democrata) em 1985[16];
- Vitória com maior margem: 27,98%, 1 588 278 votos, Aníbal Cavaco Silva (Partido Social Democrata) em 1987, sobre Vítor Constâncio (Partido Socialista)[14];
- Vitória com menor margem: 0,86%, 55 000 votos, Luís Montenegro (Aliança Democrática) em 2024, sobre Pedro Nuno Santos (Partido Socialista)[13];

#### Outros partidos
- Melhor resultado do maior partido da oposição: 96, Eduardo Ferro Rodrigues (Partido Socialista) em 2002[17];
- Pior resultado do maior partido da oposição: 57, António de Almeida Santos (Partido Socialista) em 1985[16];
- Melhor resultado do segundo maior partido da oposição: 58, Pedro Nuno Santos (Partido Socialista) em 2025[18]
- Pior resultado do segundo maior partido da oposição: 12, André Ventura (Chega) em 2022;
- Força parlamentar com menos votos: Diamantino de Oliveira Ferreira (Associação para a Defesa dos Interesses de Macau), com 0,03% (1 622 votos) e 1 assento parlamentar em 1975[11];
- Força extra-parlamentar com mais votos: Bruno Fialho (Alternativa Democrática Nacional), com 1,58% (102 132 votos) em 2024[13];
- Melhor resultados para um partido estreante: Hermínio Martinho (Partido Renovador Democrático), com 17,92% (1 038 893 votos) e 45 assentos parlamentares em 1985[16];

Hemicíclo da XIV Legislatura da Assembleia da República (2019-2022), a mais multipartidária.

#### Assembleia da República
- Parlamento mais multipartidário: 10 partidos em 2019 e 2025[19];
- Parlamento menos multipartidário: 5 partidos em 1976[20] e em 1995[21];
- Parlamento com mais deputados: 263 em 1976[20];
- Parlamento com menos deputados: 230 em 1991, 1995, 1999, 2002, 2005, 2009, 2011, 2015, 2019, 2022, 2024, 2025;
- Partido com maior número de deputados: 148 deputados em 250 eleitos pelo Partido Social-Democrata em 1987.

##### Composição por posição do espectro político
- Melhor resultado conjunto da esquerda parlamentar: 152 deputados e 55,26% dos votos: Partido Socialista, Partido Comunista Português, Movimento Democrático Português e União Democrática Popular em 1975[11];
- Melhor resultado conjunto da direita parlamentar: 160 deputados e 59,90% dos votos: AD – Coligação PSD/CDS, Chega e Iniciativa Liberal em 2025[22].

| Ano  | Esquerda | Direita | Outros |
| ---- | -------- | ------- | ------ |
| 1976 | 148      | 105     | 0      |
| 1979 | 122      | 128     | 0      |
| 1980 | 116      | 134     | 0      |
| 1983 | 145      | 105     | 0      |
| 1985 | 95       | 110     | 45     |
| 1987 | 91       | 152     | 7      |
| 1991 | 89       | 140     | 1      |
| 1995 | 127      | 103     | 0      |
| 1999 | 134      | 96      | 0      |
| 2002 | 111      | 119     | 0      |
| 2005 | 143      | 87      | 0      |
| 2009 | 128      | 102     | 0      |
| 2011 | 98       | 132     | 0      |
| 2015 | 122      | 107     | 1      |
| 2019 | 139      | 86      | 4      |
| 2022 | 132      | 97      | 1      |
| 2024 | 91       | 138     | 1      |
| 2025 | 68       | 160     | 2      |

##### Outros recordes
- Maior aumento de percentagem de votos entre duas eleições: 1987 - Partido Social-Democrata, 20,35;
- Maior queda de percentagem de votos entre duas eleições: 1995 - Partido Social-Democrata, 16,48;

#### Recordes partidários
Estão apenas registados partidos que já obtiveram assento parlamentar ou que obtiveram mais de 1% dos votos desde 1975:

##### Melhor percentagem nacional
| Partido | Partido                                         | Eleição | %              |
| ------- | ----------------------------------------------- | ------- | -------------- |
|         | Partido Social Democrata                        | 1991    | 50,60 / 100,00 |
|         | Partido Socialista                              | 2005    | 45,03 / 100,00 |
|         | CHEGA                                           | 2025    | 22,76 / 100,00 |
|         | CDU – Coligação Democrática Unitária            | 1979    | 18,80 / 100,00 |
|         | Partido Renovador Democrático                   | 1985    | 17,92 / 100,00 |
|         | CDS – Partido Popular                           | 1976    | 15,98 / 100,00 |
|         | Bloco de Esquerda                               | 2015    | 10,19 / 100,00 |
|         | Iniciativa Liberal                              | 2025    | 5,36 / 100,00  |
|         | Movimento Democrático Português                 | 1975    | 4,14 / 100,00  |
|         | LIVRE                                           | 2025    | 4,07 / 100,00  |
|         | Pessoas–Animais–Natureza                        | 2019    | 3,32 / 100,00  |
|         | União Democrática Popular                       | 1979    | 2,18 / 100,00  |
|         | Partido da Solidariedade Nacional               | 1991    | 1,68 / 100,00  |
|         | Alternativa Democrática Nacional                | 2024    | 1,58 / 100,00  |
|         | Partido da Democracia Cristã                    | 1979    | 1,21 / 100,00  |
|         | Frente Socialista Popular                       | 1975    | 1,16 / 100,00  |
|         | Partido Socialista Revolucionário               | 1991    | 1,12 / 100,00  |
|         | Partido Comunista dos Trabalhadores Portugueses | 2011    | 1,12 / 100,00  |
|         | Movimento de Esquerda Socialista                | 1975    | 1,02 / 100,00  |

##### Pior percentagem nacional
| Partido | Partido                                         | Eleição | %              |
| ------- | ----------------------------------------------- | ------- | -------------- |
|         | Partido Social Democrata                        | 1976    | 24,35 / 100,00 |
|         | Partido Socialista                              | 1985    | 20,77 / 100,00 |
|         | CDU – Coligação Democrática Unitária            | 2025    | 2,91 / 100,00  |
|         | Bloco de Esquerda                               | 2025    | 1,99 / 100,00  |
|         | CDS – Partido Popular                           | 2022    | 1,60 / 100,00  |
|         | CHEGA                                           | 2019    | 1,29 / 100,00  |
|         | Iniciativa Liberal                              | 2019    | 1,29 / 100,00  |
|         | Pessoas–Animais–Natureza                        | 2011    | 1,04 / 100,00  |
|         | Frente Socialista Popular                       | 1976    | 0,77 / 100,00  |
|         | LIVRE                                           | 2015    | 0,73 / 100,00  |
|         | Partido Renovador Democrático                   | 1991    | 0,61 / 100,00  |
|         | Movimento de Esquerda Socialista                | 1976    | 0,57 / 100,00  |
|         | Movimento Democrático Português                 | 1987    | 0,57 / 100,00  |
|         | Partido da Democracia Cristã                    | 1979    | 0,54 / 100,00  |
|         | Partido Comunista dos Trabalhadores Portugueses | 2025    | 0,18 / 100,00  |
|         | Partido Socialista Revolucionário               | 1983    | 0,23 / 100,00  |
|         | Alternativa Democrática Nacional                | 2019    | 0,22 / 100,00  |
|         | Partido da Solidariedade Nacional               | 1999    | 0,21 / 100,00  |
|         | União Democrática Popular                       | 1991    | 0,11 / 100,00  |

##### Maior número de deputados
| Partido | Partido                              | Eleição          | Deputados |
| ------- | ------------------------------------ | ---------------- | --------- |
|         | Partido Social Democrata             | 1987             | 148 / 250 |
|         | Partido Socialista                   | 2005             | 121 / 230 |
|         | CHEGA                                | 2025             | 60 / 230  |
|         | CDU – Coligação Democrática Unitária | 1979             | 47 / 250  |
|         | Partido Renovador Democrático        | 1985             | 45 / 250  |
|         | CDS – Partido Popular                | 1976             | 42 / 263  |
|         | Bloco de Esquerda                    | 2015, 2019       | 19 / 230  |
|         | Iniciativa Liberal                   | 2025             | 9 / 230   |
|         | LIVRE                                | 2025             | 6 / 230   |
|         | Movimento Democrático Português      | 1975             | 5 / 250   |
|         | Pessoas–Animais–Natureza             | 2019             | 4 / 230   |
|         | União Democrática Popular            | 1975, 1979, 1980 | 1 / 250   |
|         | Partido da Solidariedade Nacional    | 1991             | 1 / 230   |

##### Menor número de deputados
| Partido | Partido                              | Eleição    | Deputados |
| ------- | ------------------------------------ | ---------- | --------- |
|         | Partido Social Democrata             | 1976       | 73 / 263  |
|         | Partido Socialista                   | 1985       | 57 / 250  |
|         | CDU – Coligação Democrática Unitária | 2025       | 3 / 230   |
|         | Bloco de Esquerda                    | 2025       | 1 / 230   |
|         | CHEGA                                | 2019       | 1 / 230   |
|         | Iniciativa Liberal                   | 2019       | 1 / 230   |
|         | CDS – Partido Popular                | 2022       | 0 / 230   |
|         | Pessoas–Animais–Natureza             | 2011       | 0 / 230   |
|         | LIVRE                                | 2015       | 0 / 230   |
|         | Partido Renovador Democrático        | 1991       | 0 / 230   |
|         | Partido da Solidariedade Nacional    | 1995, 1999 | 0 / 230   |
|         | Movimento Democrático Português      | 1987       | 0 / 250   |
|         | União Democrática Popular            | 1985, 1987 | 0 / 250   |

#### Melhores performances eleitorais por eleição
| #  | Partido                         | Líder                   | Eleição | Votos   | Percentagem    |
| -- | ------------------------------- | ----------------------- | ------- | ------- | -------------- |
| 1  | Partido Social Democrata        | Aníbal Cavaco Silva     | 1991    | 2902351 | 50,60 / 100,00 |
| 2  | Partido Social Democrata        | Aníbal Cavaco Silva     | 1987    | 2850784 | 50,22 / 100,00 |
| 3  | Aliança Democrática             | Francisco Sá Carneiro   | 1980    | 2868076 | 47,59 / 100,00 |
| 4  | Aliança Democrática             | Francisco Sá Carneiro   | 1979    | 2719208 | 45,26 / 100,00 |
| 5  | Partido Socialista              | José Sócrates           | 2005    | 2588312 | 45,03 / 100,00 |
| 6  | Partido Socialista              | António Guterres        | 1999    | 2385922 | 44,06 / 100,00 |
| 7  | Partido Socialista              | António Guterres        | 1995    | 2583755 | 43,76 / 100,00 |
| 8  | Partido Socialista              | António Costa           | 2022    | 2302601 | 41,38 / 100,00 |
| 9  | Partido Social Democrata        | José Durão Barroso      | 2002    | 2200765 | 40,21 / 100,00 |
| 10 | Partido Social Democrata        | Pedro Passos Coelho     | 2011    | 2159181 | 38,66 / 100,00 |
| 11 | Portugal à Frente               | Pedro Passos Coelho     | 2015    | 2085465 | 38,56 / 100,00 |
| 12 | Partido Socialista              | Mário Soares            | 1975    | 2162972 | 37,87 / 100,00 |
| 13 | Partido Socialista              | Eduardo Ferro Rodrigues | 2002    | 2068584 | 37,79 / 100,00 |
| 14 | Partido Socialista              | José Sócrates           | 2009    | 2077238 | 36,56 / 100,00 |
| 15 | Partido Socialista              | António Costa           | 2019    | 1903687 | 36,35 / 100,00 |
| 16 | Partido Socialista              | Mário Soares            | 1983    | 2061309 | 36,11 / 100,00 |
| 17 | Partido Socialista              | Mário Soares            | 1976    | 1912921 | 34,89 / 100,00 |
| 18 | Partido Social Democrata        | Fernando Nogueira       | 1995    | 2014589 | 34,12 / 100,00 |
| 19 | Partido Social Democrata        | José Durão Barroso      | 1999    | 1750158 | 32,32 / 100,00 |
| 20 | Partido Socialista              | António Costa           | 2015    | 1747685 | 32,32 / 100,00 |
| 21 | AD – Coligação PSD/CDS          | Luís Montenegro         | 2025    | 2008488 | 31,78 / 100,00 |
| 22 | Partido Social Democrata        | Aníbal Cavaco Silva     | 1985    | 1732288 | 29,87 / 100,00 |
| 23 | Partido Socialista              | Jorge Sampaio           | 1991    | 1670758 | 29,13 / 100,00 |
| 24 | Partido Social Democrata        | Manuela Ferreira Leite  | 2009    | 1653665 | 29,11 / 100,00 |
| 25 | Partido Social Democrata        | Rui Rio                 | 2022    | 1618381 | 29,08 / 100,00 |
| 26 | Aliança Democrática             | Luís Montenegro         | 2024    | 1867442 | 28,83 / 100,00 |
| 27 | Partido Social Democrata        | Pedro Santana Lopes     | 2005    | 1653425 | 28,77 / 100,00 |
| 28 | Partido Socialista              | José Sócrates           | 2011    | 1566347 | 28,05 / 100,00 |
| 29 | Partido Socialista              | Pedro Nuno Santos       | 2024    | 1812443 | 27,98 / 100,00 |
| 30 | Partido Social Democrata        | Rui Rio                 | 2019    | 1454283 | 27,77 / 100,00 |
| 31 | Frente Republicana e Socialista | Mário Soares            | 1980    | 1673279 | 27,76 / 100,00 |
| 32 | Partido Socialista              | Mário Soares            | 1979    | 1642136 | 27,33 / 100,00 |
| 33 | Partido Social Democrata        | Carlos Mota Pinto       | 1983    | 1554804 | 27,24 / 100,00 |
| 34 | Partido Social Democrata        | Francisco Sá Carneiro   | 1975    | 1507282 | 26,39 / 100,00 |
| 35 | Partido Social Democrata        | Francisco Sá Carneiro   | 1976    | 1335381 | 24,35 / 100,00 |
| 36 | Partido Socialista              | Pedro Nuno Santos       | 2025    | 1442546 | 22,83 / 100,00 |
| 37 | Chega                           | André Ventura           | 2025    | 1438554 | 22,76 / 100,00 |
| 38 | Partido Socialista              | Vítor Constâncio        | 1987    | 1262506 | 22,24 / 100,00 |
| 39 | Partido Socialista              | António Almeida Santos  | 1985    | 1204321 | 20,77 / 100,00 |
| 40 | Aliança Povo Unido              | Álvaro Cunhal           | 1979    | 1129322 | 18,80 / 100,00 |
| 41 | Aliança Povo Unido              | Álvaro Cunhal           | 1983    | 1031609 | 18,07 / 100,00 |
| 42 | Chega                           | André Ventura           | 2024    | 1169781 | 18,06 / 100,00 |
| 43 | Partido Renovador Democrático   | Hermínio Martinho       | 1985    | 1038893 | 17,92 / 100,00 |
| 44 | Aliança Povo Unido              | Álvaro Cunhal           | 1980    | 1009505 | 16,75 / 100,00 |
| 45 | Centro Democrático Social       | Diogo Freitas do Amaral | 1976    | 876007  | 15,98 / 100,00 |
| 46 | Aliança Povo Unido              | Álvaro Cunhal           | 1985    | 898281  | 15,49 / 100,00 |
| 47 | Partido Comunista Português     | Álvaro Cunhal           | 1976    | 788830  | 14,39 / 100,00 |
| 48 | Centro Democrático Social       | Francisco Lucas Pires   | 1983    | 716705  | 12,56 / 100,00 |
| 49 | Partido Comunista Português     | Álvaro Cunhal           | 1975    | 711935  | 12,46 / 100,00 |
| 50 | Coligação Democrática Unitária  | Álvaro Cunhal           | 1987    | 689137  | 12,14 / 100,00 |